# Picea pungens
Picea pungens, la pícea de Colorado o pícea azul, es una especie de conífera perennifolia, monoica, originaria de las Montañas Rocosas de los Estados Unidos. Picea pungens f. glauca o Picea pungens var. glauca es la "Pícea azul del Colorado".

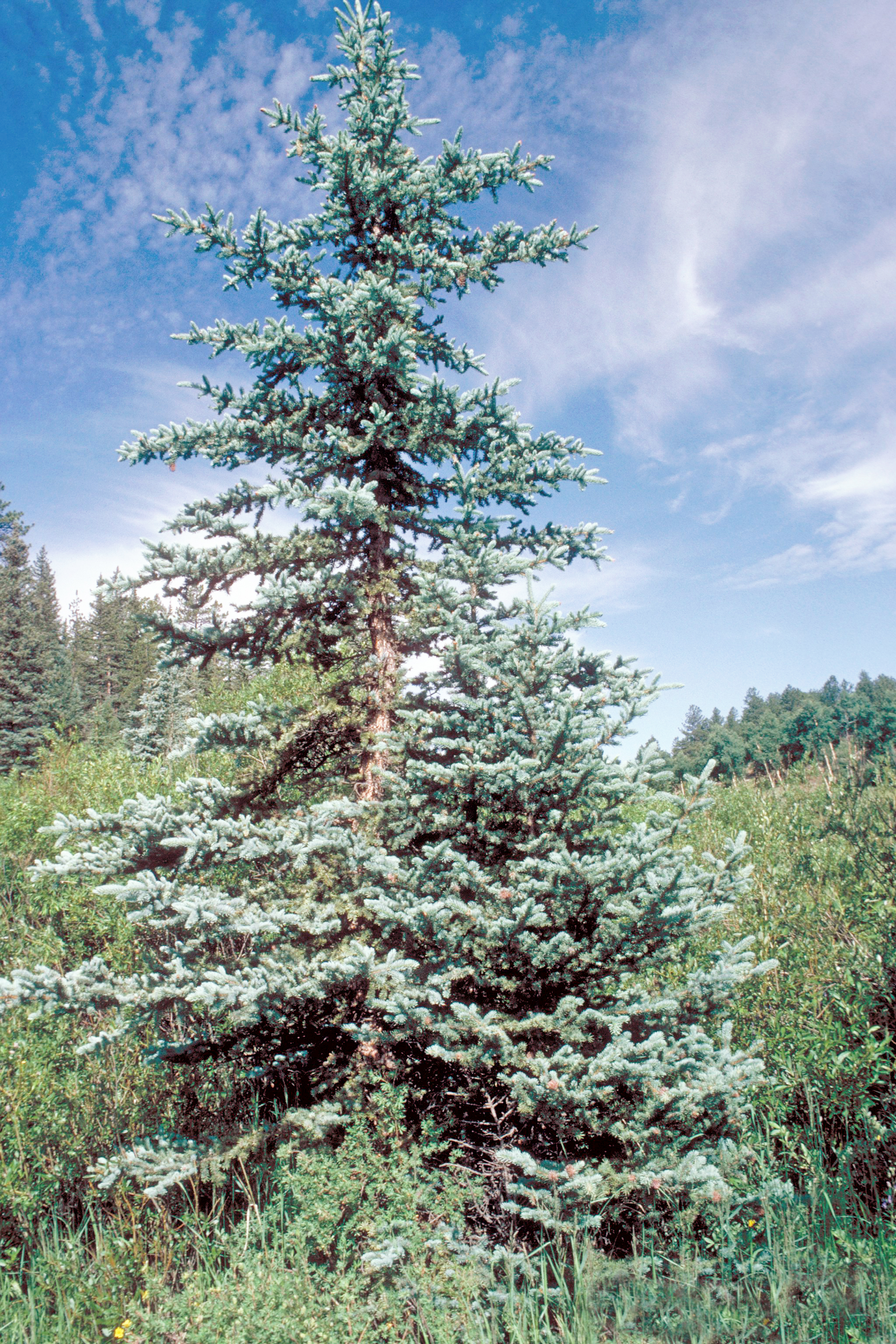
Vista de la planta

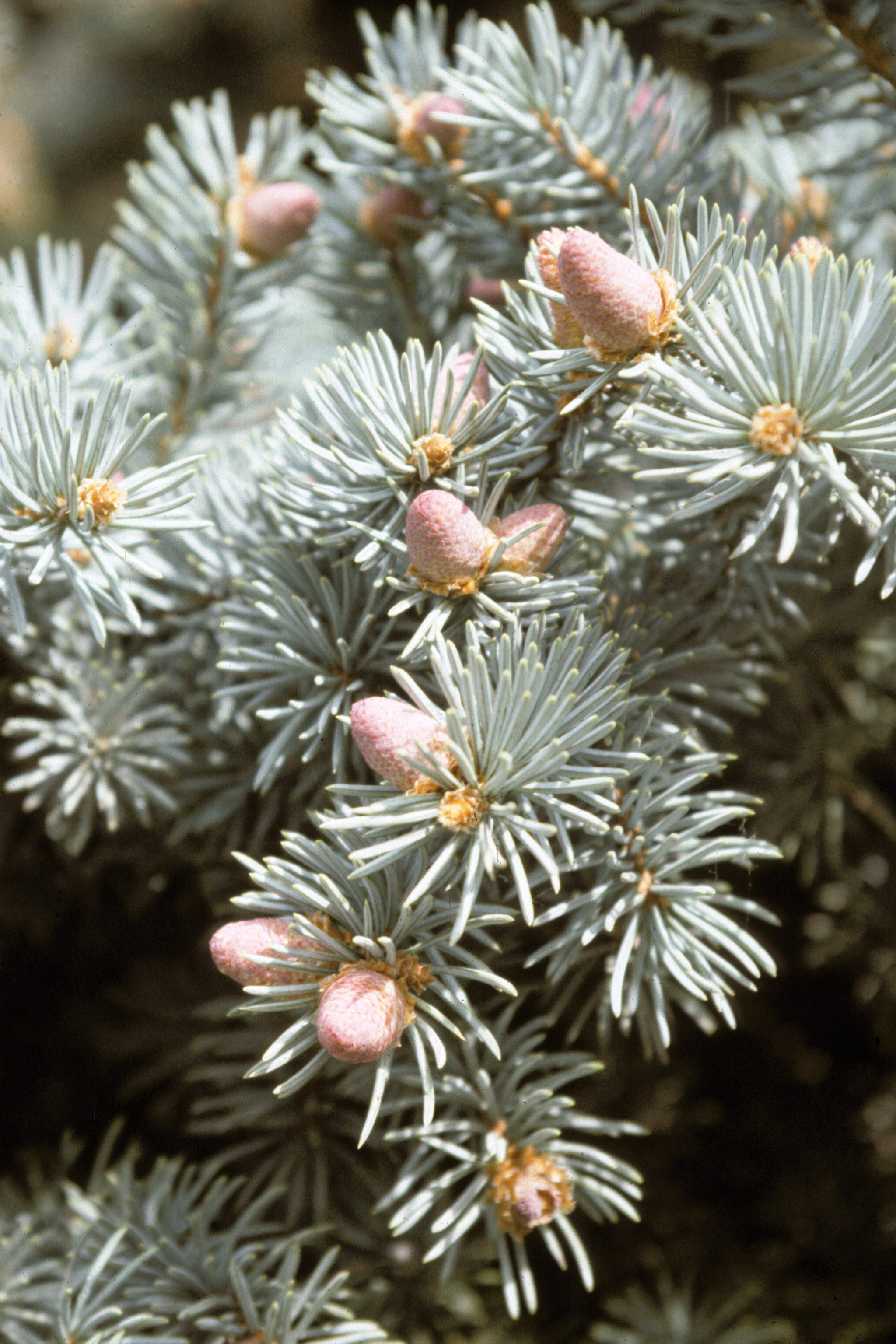
Detalle

## Descripción
Árbol que puede alcanzar 35 m de talla con la corteza marrón-grisácea, escamosa. Acículas de sección cuadrangular, de 15-30 mm de longitud, punzantes, dispuestas en cepillo, de color verde azulado, muy aromáticas cuando se frotan. Cono colgante, oblongo-cilíndrico, de 6-10 cm de longitud, de color verde cuando joven tornándose marrón claro en la madurez. Escamas plisadas longitudinalmente con el borde superior redondeado e irregularmente denticulado.

## Cultivo y usos
Se multiplica por semillas y las variedades se injertan. Muy resistente a ambientes contaminados y a condiciones variadas, aunque vegeta mejor en suelos ricos y húmedos y en exposición soleada. Cultivada con fines ornamentales por su follaje contrastante, sobre todo sus cultivares: ‘Argentea’, ‘Aurea’, ‘Pendula’ y el más popular de todos, ‘Koster’.
- Muy apreciado como planta ornamental por su follaje azul-plateado.
- Porte estrechamente cónico.
- Conífera de desarrollo muy lento.
- Corteza gris-purpúrea escamosa.
- Aciculas de sección cuadrangular, de 1,5-3 cm de longitud, punzantes, dispuestas en cepillo y de color azul plateado vivo. Muy aromáticas cuando se frotan.
- Uso en jardinería como ejemplar solitario.
- Pleno sol o media sombra.
- Muy resistente a condiciones climáticas rigurosas.
- Prefiere vivir en zonas de cierta altitud.
- Se adapta bien en terrenos húmedos con agua estancada.
- Muy resistente a ambientes contaminados.
- Vegeta mal en el Mediterráneo.
- Siembra directa en primavera.

## Taxonomía
Picea pungens fue descrita por George Engelmann y publicado en The Gardeners' Chronicle, new series 11: 334. 1879.
Etimología
Picea; nombre genérico que es tomado directamente del Latín pix = "brea", nombre clásico dado a un pino que producía esta sustancia
pungens: epíteto latíno que significa "puntiagudo, punzante", aludiendo a sus hojas. 
Sinonimia
- Abies commutata var. glauca Chargueraud
- Abies menziesii Engelm.
- Abies menziesii var. parryana André
- Abies parlatorei Dallim. & A.B.Jacks.
- Picea commutata Beissn.
- Picea menziesii Engelm.
- Picea menziesii var. parryana André
- Picea parryana (André) Sarg.
- Pinus armata Voss
- Pinus parryana (André) Voss[7]